# Amethystium
Az Amethystium egy zenei projekt, melynek alapítója és máig egyetlen tagja a norvég producer-zeneszerző-zenész Øystein Ramfjord. Az Amethystium projekten belül három album látott napvilágot, amelyekre összefoglalóan „szitakötő-trilógiaként” szoktak hivatkozni, utalva ezzel a mindhárom album borítóján feltűnő szitakötőre.
A projekt stílusában keveredik az ambient, az elektronikus- és popzene.

## Diszkográfia
Stúdióalbumokok
- 2001 – Odonata
- 2003 – Aphelion
- 2004 – Evermind
- 2008 – Isabliss
- 2014 – Transience

Válogatáslemezek
- 2006 – Emblem (Selected Pieces)
- 2020 – Odonata - 20. Jubileiumi kiadás